# Eupithecia deformis
Eupithecia deformis là một loài bướm đêm trong họ Geometridae.